# Vlasový folikul

Vlasový folikul

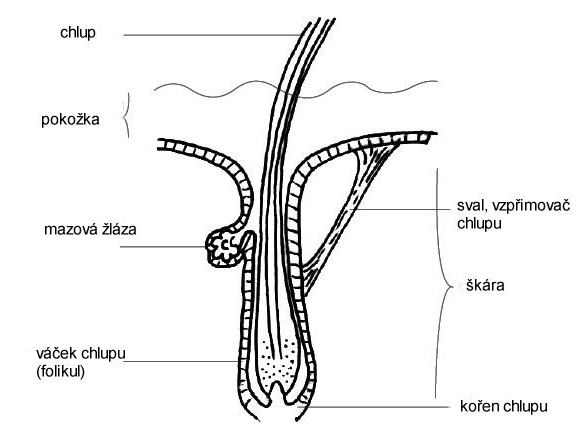
Anatomie chlupu

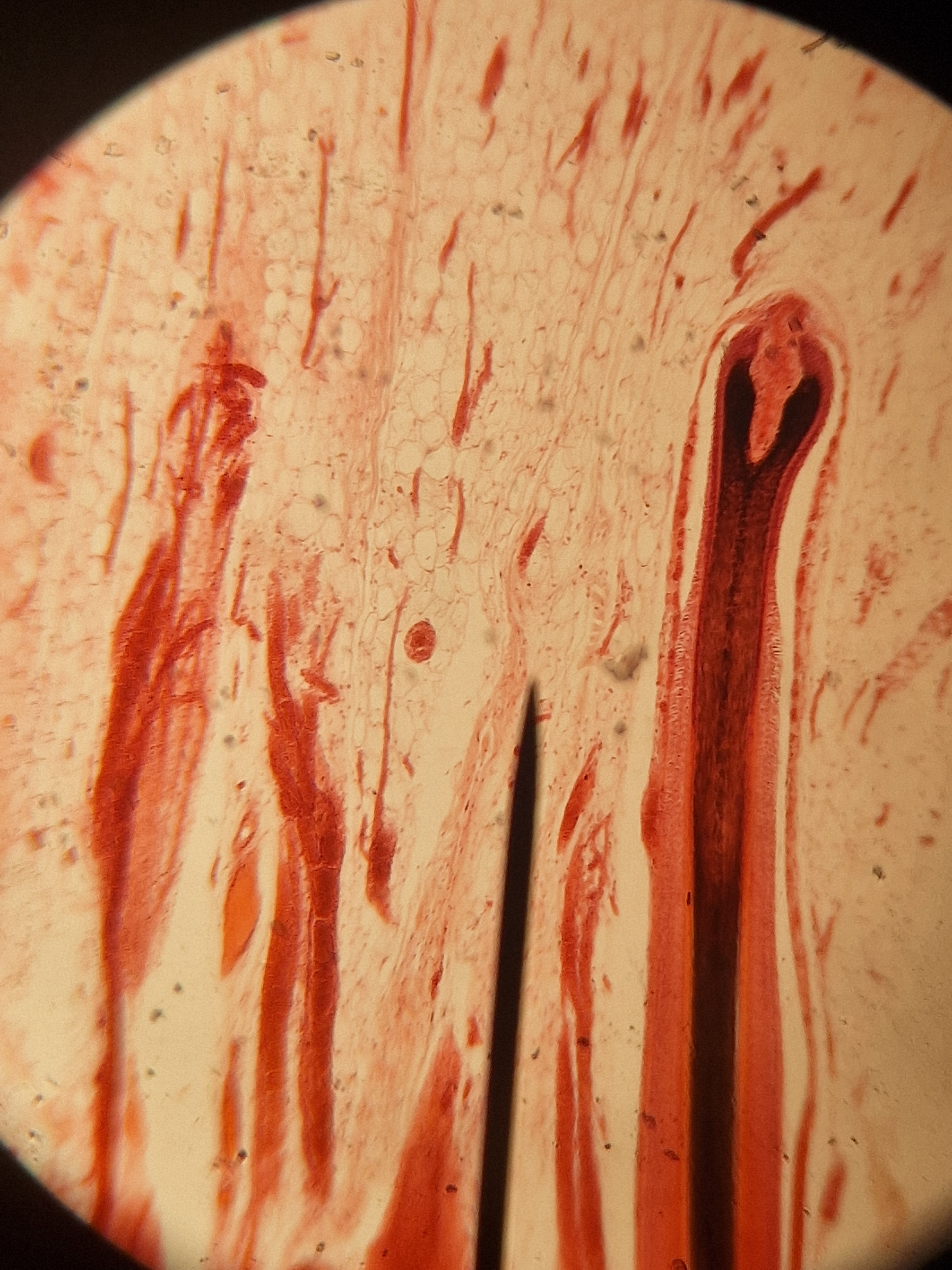
Vlasový folikul

Vlasový folikul čili vlasový váček je tkáň, která obaluje vlas nebo chlup a z níž vlas nebo chlup vyrůstá. Je tvořen vlasovou cibulkou a okolo ní obalenými dvěma vlasovými pochvami. Vlasový folikul je vlastně vchlípenina pokožky. Zespoda se na vlasový folikul připojuje řídké vazivo a je zde také cévní zásobení. V jiné části jsou napojeny mazové žlázy a někdy také potní žláza. Asi uprostřed vlasového folikulu je ztluštěnina, na kterou se upíná sval – vzpřimovač chlupu.